# Павел Столярський
Павел Столярський (пол. Paweł Stolarski; 28 січня 1996, Краків, Польща) — польський футболіст, півзахисник футбольної команди «Погонь» (Щецин).

## Титули і досягнення
- Чемпіон Польщі (1):

«Легія»:  2019/20